# Décès en octobre 2018
Décès
- 2014
- 2015
- 2016
- 2017
- 2018
- 2019
- 2020
- 2021
- 2022

Pour une information complémentaire, voir la page d'aide.

| Date        | Nom                        | Activités                                                                                        | Âge   | Source |
| ----------- | -------------------------- | ------------------------------------------------------------------------------------------------ | ----- | ------ |
| 1er octobre | Charles Aznavour           | Auteur-compositeur-interprète et acteur français.                                                | 94    |        |
| 1er octobre | Caroline Charrière         | Compositrice suisse.                                                                             | 57    |        |
| 1er octobre | Stelvio Cipriani           | Compositeur italien.                                                                             | 81    | (it)   |
| 1er octobre | Ben Daglish                | Compositeur britannique.                                                                         | 52    | (it)   |
| 1er octobre | Carlos Ezquerra            | Auteur de bande dessinée espagnol.                                                               | 70    | (en)   |
| 1er octobre | Đỗ Mười                    | Homme politique vietnamien.                                                                      | 101   | (en)   |
| 1er octobre | Donald Read                | Historien britannique.                                                                           | 88    | (en)   |
| 1er octobre | Graciano Rocchigiani       | Boxeur allemand.                                                                                 | 54    |        |
| 1er octobre | Antoine Sfeir              | Journaliste et politologue franco-libanais.                                                      | 69    |        |
| 1er octobre | Élaine Zakaïb              | Femme politique canadienne.                                                                      | 59    |        |
| 2 octobre   | Vicente Martínez Alama     | Footballeur espagnol.                                                                            | 93    |        |
| 2 octobre   | Naftali Bezem              | Peintre, sculpteur, illustrateur et lithographe israélien.                                       | 93    |        |
| 2 octobre   | Geoff Emerick              | Ingénieur du son britannique.                                                                    | 72    | (en)   |
| 2 octobre   | Roman Kartsev              | Acteur russe.                                                                                    | 79    |        |
| 2 octobre   | Jamal Khashoggi            | Journaliste saoudien.                                                                            | 59    |        |
| 2 octobre   | Emilio Salaber             | Footballeur espagnol.                                                                            | 81    |        |
| 3 octobre   | Elisabeth Andersen         | Actrice néerlandaise.                                                                            | 98    | (nl)   |
| 3 octobre   | Gilbert André              | Homme politique français.                                                                        | 91    |        |
| 3 octobre   | Ron Curry                  | Joueur américain de basket-ball.                                                                 | 48    |        |
| 3 octobre   | Leon Lederman              | Physicien américain.                                                                             | 96    | (en)   |
| 3 octobre   | Heo Su-gyeong              | Poète sud-coréenne.                                                                              | 54    |        |
| 3 octobre   | Prosper Weil               | Juriste français, professeur de droit, membre de l'Institut de France.                           | 92    |        |
| 4 octobre   | Jeanne Ashworth            | Patineuse de vitesse américaine, médaillée de bronze aux Jeux olympiques d'hiver de 1960.        | 80    | (en)   |
| 4 octobre   | Takumi Furukawa            | Réalisateur et scénariste japonais.                                                              | 101   | (ja)   |
| 4 octobre   | José Lluís                 | Basketteur puis entraîneur espagnol.                                                             | 80    | (es)   |
| 4 octobre   | Kurt Malangré              | Homme politique allemand.                                                                        | 84    | (de)   |
| 4 octobre   | Bert Romp                  | Cavalier néerlandais, champion aux Jeux olympiques d'été de 1992.                                | 59    | (nl)   |
| 4 octobre   | John Tyrrell               | Musicologue et pédagogue britannique.                                                            | 76    | (cs)   |
| 4 octobre   | Will Vinton                | Producteur de cinéma, animateur et réalisateur américain.                                        | 70    | (en)   |
| 4 octobre   | Audrey Wells               | Scénariste, réalisatrice et productrice américaine.                                              | 58    | (en)   |
| 5 octobre   | Jimmy Duquennoy            | Coureur cycliste belge.                                                                          | 23    |        |
| 5 octobre   | Khadija Jamal              | Actrice marocaine.                                                                               | 82    |        |
| 5 octobre   | Grigorij Khizhnyak         | Joueur ukrainien de basket-ball.                                                                 | 44    | (en)   |
| 5 octobre   | Edgardo Rivera Martínez    | Écrivain péruvien.                                                                               | 85    | (es)   |
| 5 octobre   | Karl Mildenberger          | Boxeur allemand.                                                                                 | 80    | (de)   |
| 5 octobre   | Víctor Pey                 | Ingénieur et patron de presse espagnol.                                                          | 103   | (es)   |
| 5 octobre   | Pierre Théberge            | Historien de l'art canadien.                                                                     | 76    |        |
| 6 octobre   | Montserrat Caballé         | Cantatrice espagnole.                                                                            | 85    |        |
| 6 octobre   | George Kaftan              | Basketteur américain.                                                                            | 90    | (en)   |
| 6 octobre   | Victoria Marinova          | Journaliste d'investigation bulgare.                                                             | 30    |        |
| 6 octobre   | Michel Vovelle             | Historien français.                                                                              | 85    |        |
| 6 octobre   | Scott Wilson               | Acteur américain.                                                                                | 76    | (en)   |
| 7 octobre   | René Bouin                 | Homme politique français.                                                                        | 81    |        |
| 7 octobre   | Mohamed Douihasni          | Homme politique algérien.                                                                        | 71    |        |
| 7 octobre   | Oleg Pavlov                | Écrivain russe.                                                                                  | 48    | (en)   |
| 7 octobre   | Celeste Yarnall            | Actrice américaine.                                                                              | 74    | (en)   |
| 8 octobre   | Elzbieta                   | Auteure, illustratrice et écrivaine franco-polonaise.                                            | 82    |        |
| 8 octobre   | Sultanbek Jumakulov        | Ministre kirghiz de la culture.                                                                  | 59    | (en)   |
| 8 octobre   | Arnold Kopelson            | Producteur de cinéma américain.                                                                  | 83    | (en)   |
| 8 octobre   | Patrice L'Heureux          | Boxeur canadien.                                                                                 | 46    |        |
| 9 octobre   | Jean Lanzi                 | Journaliste français.                                                                            | 84    |        |
| 9 octobre   | Jean-Yves Liénard          | Avocat français.                                                                                 | 76    |        |
| 9 octobre   | Alex Spanos                | Homme d'affaires gréco-américain.                                                                | 95    |        |
| 9 octobre   | Thomas Steitz              | Biologiste moléculaire américain.                                                                | 78    | (en)   |
| 9 octobre   | Venantino Venantini        | Acteur italien.                                                                                  | 88    | (it)   |
| 10 octobre  | Yvan Blot                  | Haut fonctionnaire, homme politique et essayiste français.                                       | 70    |        |
| 10 octobre  | Raymond Danon              | Producteur de cinéma français.                                                                   | 88    |        |
| 10 octobre  | Jean Delaneau              | Homme politique français.                                                                        | 85    |        |
| 10 octobre  | Zíbia Gasparetto           | Écrivaine spirite brésilienne.                                                                   | 92    | (pt)   |
| 10 octobre  | André Laban                | Plongeur, peintre et cinéaste français.                                                          | 89    |        |
| 10 octobre  | Raymond Lévy               | Ingénieur et chef d'entreprise français.                                                         | 91    |        |
| 10 octobre  | Gérard Salem               | Essayiste et psychiatre suisse.                                                                  | 72    |        |
| 10 octobre  | Pierre Toulat              | Ecclésiastique français.                                                                         | 96    |        |
| 10 octobre  | Tex Winter                 | Joueur puis entraîneur américain de basket-ball.                                                 | 96    | (en)   |
| 11 octobre  | Paul Andreu                | Architecte et écrivain français.                                                                 | 80    |        |
| 11 octobre  | Fatos Arapi                | Poète et écrivain albanais.                                                                      | 89    | (en)   |
| 11 octobre  | Doug Ellis                 | Entrepreneur britannique.                                                                        | 94    | (en)   |
| 11 octobre  | Johanne Fontaine           | Actrice canadienne.                                                                              | 63    |        |
| 11 octobre  | Labinot Harbuzi            | Footballeur suédois d'origine kosovare.                                                          | 32    | (sv)   |
| 11 octobre  | Dieter Kemper              | Cycliste sur piste et sur route allemand.                                                        | 81    | (de)   |
| 11 octobre  | Yoshito Sengoku            | Homme politique japonais.                                                                        | 72    | (ja)   |
| 11 octobre  | Greg Stafford              | Auteur de jeux de rôle et écrivain américain.                                                    | 70    | (en)   |
| 12 octobre  | Pik Botha                  | Homme politique et diplomate sud-africain.                                                       | 86    | (en)   |
| 12 octobre  | Takehisa Kosugi            | Compositeur et violoniste japonais.                                                              | 80    | (ja)   |
| 12 octobre  | Helen Neville              | Psychologue et neuroscientifique américaine.                                                     | 72    | (en)   |
| 13 octobre  | Jean Bienvenue             | Homme politique et magistrat canadien                                                            | 90    |        |
| 13 octobre  | Fabien Eboussi Boulaga     | Philosophe camerounais.                                                                          | 84    |        |
| 13 octobre  | Larbi Boussa               | Footballeur algérien.                                                                            | 81    |        |
| 13 octobre  | François Bussini           | Prélat catholique français.                                                                      | 82    |        |
| 13 octobre  | Annapurna Devi             | Musicienne indienne.                                                                             | 91    | (en)   |
| 13 octobre  | Sue Hubbell                | Écrivaine américaine.                                                                            | 83    | (en)   |
| 13 octobre  | Nikolai Pankin             | Nageur russe, médaillé de bronze aux Jeux olympiques d'été de 1968.                              | 69    | (ru)   |
| 13 octobre  | Marcel Roncayolo           | Urbaniste et géographe français.                                                                 | 92    |        |
| 13 octobre  | Jim Taylor                 | Joueur de foot U.S. américain.                                                                   | 83    | (en)   |
| 14 octobre  | Eduardo Arroyo             | Peintre et graveur espagnol.                                                                     | 81    | (es)   |
| 14 octobre  | Enrique Baliño             | Joueur de basket-ball uruguayen, médaillé de bronze aux Jeux olympiques d'été de 1952.           | 90    | (es)   |
| 14 octobre  | Patrick Baumann            | Basketteur puis dirigeant sportif suisse, membre du CIO de 2007 à 2018.                          | 51    |        |
| 14 octobre  | Milena Dravic              | Actrice serbe.                                                                                   | 78    |        |
| 14 octobre  | Donald Stovel Macdonald    | Homme politique canadien.                                                                        | 86    | (en)   |
| 14 octobre  | Mel Ramos                  | Peintre américain.                                                                               | 83    | (en)   |
| 15 octobre  | Paul Allen                 | Informaticien, chef d'entreprise, homme d'affaires et mécène américain.                          | 65    | (en)   |
| 15 octobre  | Henri Fontaine             | Footballeur français.                                                                            | 93    |        |
| 15 octobre  | Arto Paasilinna            | Écrivain finlandais.                                                                             | 76    |        |
| 15 octobre  | Fernando Serena            | Footballeur espagnol.                                                                            | 77    | (en)   |
| 16 octobre  | Pierre Barlaguet           | Joueur puis entraîneur de football français.                                                     | 86    |        |
| 16 octobre  | Roberto Burgos Cantor      | Écrivain colombien.                                                                              | 70    | (es)   |
| 16 octobre  | Joseph Cistone             | Prélat américain.                                                                                | 69    | (en)   |
| 16 octobre  | Walter Huddleston          | Homme politique américain.                                                                       | 92    | (en)   |
| 17 octobre  | Jerzy Aleksandrowicz       | Psychiatre polonais.                                                                             | 82    | (pl)   |
| 17 octobre  | Leone Frollo               | Auteur de bandes dessinées et scénariste italien.                                                | 87    | (it)   |
| 17 octobre  | Jean-Pierre Girerd         | Caricaturiste, illustrateur et peintre français.                                                 | 87    |        |
| 17 octobre  | Ara Güler                  | Photojournaliste turc d'origine arménienne.                                                      | 90    |        |
| 17 octobre  | Alain Jacquot              | Homme politique français.                                                                        | 86    |        |
| 17 octobre  | Hamlaoui Mekachera         | Homme politique français.                                                                        | 88    |        |
| 17 octobre  | Jacques Monory             | Peintre français.                                                                                | 94    |        |
| 17 octobre  | Derrick Sherwin            | Producteur, scénariste et acteur britannique.                                                    | 82    | (en)   |
| 17 octobre  | Kōji Tsujitani             | Seiyū japonais.                                                                                  | 56    | (en)   |
| 18 octobre  | Abdel Rahman Swar al-Dahab | Homme d'État soudanais.                                                                          | 83-84 | (en)   |
| 18 octobre  | Anthea Bell                | Traductrice britannique.                                                                         | 82    | (en)   |
| 18 octobre  | Merzak Boumaraf            | Footballeur algérien devenu entraineur.                                                          | 65    |        |
| 18 octobre  | Randolph Hokanson          | Pianiste américain.                                                                              | 103   | (en)   |
| 18 octobre  | Daniel Honoré              | Écrivain français.                                                                               | 79    |        |
| 18 octobre  | Danny Leiner               | Réalisateur, producteur et scénariste américain.                                                 | 57    | (en)   |
| 18 octobre  | Lisbeth Palme              | Femme politique et psychologue suédoise.                                                         | 87    |        |
| 19 octobre  | Osamu Shimomura            | Chimiste et biologiste marin japonais.                                                           | 90    | (en)   |
| 20 octobre  | Donald Cohan               | Skipper américain, médaillé de bronze aux Jeux olympiques d'été de 1972.                         | 88    | (en)   |
| 20 octobre  | Gaétan Gervais             | Écrivain et historien canadien.                                                                  | 74    |        |
| 20 octobre  | Yueh Hua                   | Comédien hongkongais.                                                                            | 76    |        |
| 20 octobre  | Wim Kok                    | Homme d'État néerlandais.                                                                        | 80    |        |
| 21 octobre  | Ilie Balaci                | Footballeur, entraîneur roumain.                                                                 | 62    | (ro)   |
| 21 octobre  | Robert Faurisson           | Négationniste français.                                                                          | 89    |        |
| 21 octobre  | François Montmaneix        | Écrivain français.                                                                               | 80    |        |
| 21 octobre  | Jun'ichi Nishizawa         | Ingénieur japonais.                                                                              | 92    | (ja)   |
| 21 octobre  | Joachim Rønneberg          | Résistant norvégien.                                                                             | 99    |        |
| 22 octobre  | Gilberto Benetton          | Homme d'affaires italien.                                                                        | 77    | (it)   |
| 22 octobre  | Frank Richard Branch       | Homme politique canadien.                                                                        | 74    | (en)   |
| 22 octobre  | Mahamadou Djéri Maïga      | Homme politique malien.                                                                          | 46    |        |
| 22 octobre  | Urbain Kisula Ngoy         | Homme politique congolais.                                                                       | 77    |        |
| 22 octobre  | Boris Kokorev              | Tireur sportif russe, champion aux Jeux olympiques d'été de 1996.                                | 59    | (ru)   |
| 22 octobre  | Friedrich Ostermann        | Prélat catholique allemand.                                                                      | 86    | (it)   |
| 22 octobre  | Silvio Palmieri            | Compositeur canadien.                                                                            | 60    |        |
| 22 octobre  | Arthur Schnabel            | Judoka allemand, médaillé de bronze aux Jeux olympiques d'été de 1984.                           | 70    |        |
| 22 octobre  | José Varacka               | Footballeur puis entraîneur argentin.                                                            | 86    | (es)   |
| 23 octobre  | Bernard Bro                | Prêtre, théologien, et prédicateur dominicain français.                                          | 93    |        |
| 23 octobre  | Daniel Contet              | Joueur français de tennis.                                                                       | 74    |        |
| 23 octobre  | Edmond Henry               | Homme politique suisse.                                                                          | 96    |        |
| 23 octobre  | James Karen                | Acteur américain.                                                                                | 94    | (en)   |
| 23 octobre  | Yolande D. Legault         | Femme politique canadienne.                                                                      | 77    |        |
| 23 octobre  | Louis O'Neill              | Homme politique canadien.                                                                        | 93    |        |
| 23 octobre  | Rein Põder                 | Écrivain estonien.                                                                               | 75    | (et)   |
| 23 octobre  | Laurens van Ravens         | Arbitre néerlandais de football.                                                                 | 96    | (nl)   |
| 23 octobre  | Alojz Rebula               | Dramaturge, essayiste et traducteur yougoslave puis slovène.                                     | 94    | (si)   |
| 23 octobre  | Todd Reid                  | Joueur de tennis australien.                                                                     | 34    | (en)   |
| 23 octobre  | Roberto Renzi              | Scénariste de bandes dessinées italien.                                                          | 95    | (it)   |
| 23 octobre  | Rod Rust                   | Entraîneur de Footballeur américain.                                                             | 90    | (en)   |
| 24 octobre  | Carmen Alborch             | Femme politique espagnole.                                                                       | 70    | (es)   |
| 24 octobre  | Rudolf Gelbard             | Survivant autrichien de la Shoah.                                                                | 87    | (de)   |
| 24 octobre  | Tony Joe White             | Chanteur-compositeur américain de rock et blues.                                                 | 75    | (en)   |
| 24 octobre  | John Ziegler               | Personnalité américaine, Président de la LNH.                                                    | 84    | (en)   |
| 25 octobre  | Sara Anzanello             | Joueuse de volley-ball italienne.                                                                | 38    | (it)   |
| 25 octobre  | Cheam Channy               | Homme politique cambodgien.                                                                      | 57    | (en)   |
| 25 octobre  | Sonny Fortune              | Saxophoniste et flûtiste américain de jazz.                                                      | 79    | (en)   |
| 25 octobre  | John Taylor Gatto          | Enseignant et écrivain américain.                                                                | 82    | (en)   |
| 25 octobre  | Patrick Jacquin            | Prêtre catholique français, recteur-archiprêtre de Notre-Dame de Paris (2003-2016).              | 68    |        |
| 25 octobre  | Thomas Keating             | Prêtre et moine trappiste américain.                                                             | 95    | (en)   |
| 25 octobre  | Borislav Pelević           | Homme politique yougoslave puis serbe.                                                           | 61    | (en)   |
| 25 octobre  | Norman Sheil               | Cycliste sur route britannique.                                                                  | 86    | (en)   |
| 26 octobre  | Darijan Božič              | Compositeur et chef d'orchestre yougoslave puis slovène.                                         | 85    | (si)   |
| 26 octobre  | Roger De Breuker           | Coureur cycliste belge.                                                                          | 78    | (nl)   |
| 26 octobre  | Étienne Fernagut           | Journaliste français.                                                                            | 72    |        |
| 26 octobre  | Marc Francina              | Homme politique français.                                                                        | 70    |        |
| 26 octobre  | Nikolaï Karatchentsov      | Acteur soviétique puis russe.                                                                    | 73    | (en)   |
| 26 octobre  | Abdelaziz Maoui            | Homme politique algérien.                                                                        | 89    |        |
| 26 octobre  | Jean Monnier               | Homme politique français.                                                                        | 88    |        |
| 26 octobre  | Richard Murunga            | Boxeur kényan, médaillé de bronze aux Jeux olympiques d'été de 1972.                             | 69    | (en)   |
| 27 octobre  | Angela Bianchini           | Scénariste et romancière italienne.                                                              | 97    | (it)   |
| 27 octobre  | Denis Miéville             | Philosophe et mathématicien suisse.                                                              | 72    |        |
| 27 octobre  | Ntozake Shange             | Actrice, scénariste, poétesse, romancière, dramaturge et essayiste américaine.                   | 70    | (en)   |
| 27 octobre  | Vichai Srivaddhanaprabha   | Homme d'affaires thaïlandais.                                                                    | 60    |        |
| 27 octobre  | Jacques Trovic             | Artiste français.                                                                                | 70    |        |
| 28 octobre  | Philippe Gildas            | Journaliste, animateur de radio et de télévision français.                                       | 82    |        |
| 28 octobre  | Eunice Kazembe             | Femme politique malawite.                                                                        | 61    | (en)   |
| 28 octobre  | Don S. Williams            | Acteur, réalisateur, scénariste, producteur, chorégraphe, animateur et homme politique canadien. | 80    | (en)   |
| 29 octobre  | Germán Aceros              | Joueur de footballeur colombien.                                                                 | 80    | (es)   |
| 29 octobre  | Gérald Bloncourt           | Peintre, poète et photographe haïtien.                                                           | 91    |        |
| 29 octobre  | Bernard Bragg              | Acteur et humoriste américain.                                                                   | 90    | (en)   |
| 29 octobre  | Dave Duncan                | Écrivain canadien.                                                                               | 85    | (en)   |
| 29 octobre  | Franco Franchi             | Coureur cycliste italien.                                                                        | 95    | (it)   |
| 29 octobre  | Mariama Keïta              | Journaliste nigérienne.                                                                          | 72    |        |
| 29 octobre  | Andrea Manfredi            | Coureur cycliste italien.                                                                        | 26    |        |
| 29 octobre  | Lodi Gyari Rinpoché        | Homme politique tibétain.                                                                        | 69    | (en)   |
| 30 octobre  | David Azulai               | Homme politique israélien.                                                                       | 64    |        |
| 30 octobre  | James J. Bulger            | Criminel américain.                                                                              | 89    | (en)   |
| 30 octobre  | María Irene Fornés         | Metteuse en scène et dramaturge américaine.                                                      | 88    | (en)   |
| 30 octobre  | Erika Mahringer            | Skieuse alpine autrichienne, double médaillée de bronze olympique (1948, 1952).                  | 93    | (de)   |
| 30 octobre  | Sangharakshita             | Philosophe et maître bouddhiste britannique.                                                     | 93    | (en)   |
| 30 octobre  | Bob Skoronski              | Joueur de footballeur américain.                                                                 | 84    | (en)   |
| 30 octobre  | Jin Yong                   | Auteur chinois.                                                                                  | 94    | (en)   |
| 31 octobre  | Enzo Apicella              | Dessinateur de bandes dessinées, journaliste, designer, caricaturiste et peintre italien.        | 96    | (it)   |
| 31 octobre  | Alain Baptizet             | Réalisateur et cinéaste français.                                                                | 71    |        |
| 31 octobre  | Esquerdinha                | Footballeur brésilien.                                                                           | 46    | (pt)   |
| 31 octobre  | Tadeusz Kraus              | Footballeur tchécoslovaque puis tchèque.                                                         | 86    |        |
| 31 octobre  | Florence Malraux           | Réalisatrice française.                                                                          | 85    |        |
| 31 octobre  | Willie McCovey             | Joueur de baseball américain.                                                                    | 80    | (en)   |
| 31 octobre  | Mariasilvia Spolato        | Enseignante italienne et militante des droits LGBT.                                              | 83    | (it)   |
| 31 octobre  | Wolfgang Zuckermann        | Facteur de clavecins et écrivain allemand.                                                       | 96    | (en)   |
| 31 octobre  | Roger Bootle-Wilbraham     | Homme politique britannique                                                                      | 73    |        |